# Tmarus planquettei
Tmarus planquettei es una especie de araña cangrejo del género Tmarus, familia Thomisidae.

## Distribución
Esta especie se encuentra en Costa de Marfil.